# كيفين ميتشل (متسابق دراجات نارية)
كيفين ميتشل (بالإنجليزية: Kevin Mitchell)‏ مواليد 24 أكتوبر 1961، هو متسابق دراجات نارية إنجليزي. نافس في سباقات بطولة العالم لفئة 500 سي سي ولفئة 250 سي سي ولفئة 50 سي سي.